# Marcinówka
Marcinówka [pronunciación en polaco: /mart͡ɕiˈnufka/] es un pueblo ubicado en el distrito administrativo de Gmina Skierbieszów, dentro del Condado de Zamość, Voivodato de Lublin, en Polonia oriental. Se encuentra aproximadamente a 5 kilómetros al noreste de Skierbieszów, a 21 kilómetros al noreste de Zamość, y a 71 kilómetros al sureste de la capital regional Lublin.